# Eugeniusz Piotrowski (garncarz)
Eugeniusz Piotrowski (ur. 31 grudnia 1908 w Pułtusku, zm. 18 sierpnia 1983) − polski twórca ludowy, garncarz tworzący ceramikę charakterystyczną dla Kurpiów Białych, laureat Nagrody Kolberga.

## Życiorys
Przez całe życie był związany z rodzinnym Pułtuskiem. Pochodził z rodziny garncarskiej, pracował w zawodzie od 16. roku życia, a własny warsztat założył w wieku 25 lat. W 1949 dołączył do Spółdzielni „Kurpiowski Przemysł Ludowy” w Pniewie (od 1956 z siedzibą w Pułtusku), dzięki temu miał zapewniony zbyt na ceramikę. Musiał jednak zmienić sposób pracy, realizując wytyczne technologiczne spółdzielni, tak samo zmienić zdobnictwo – działano bowiem na rzecz reaktywacji form garncarskich z Wyszkowa i Pułtuska według wzorów z XIX w. Piotrowski wytwarzał tradycyjną ceramikę pobiałkowaną, rytowaną i zdobioną ornamentami geometryczno-roślinnymi oraz ﬂamerowaną. Tworzył typowe dla Puszczy Białej dzbanki polewane, „buńki”, miski, talerze dekoracyjne. Lepił też figurki. Szczególnie lubił tworzyć postaci pracujących garncarzy, szopki, muzykantów. Był jednym z pierwszych garncarzy w Pułtusku, którego wyroby prezentowano na wystawach sztuki ludowej (od 1949). W 1955 jego ceramikę prezentowano na wystawie w Warszawie, 3 lata później na wystawie objazdowej „Sztuka ludowa na Mazowszu” w Łodzi, Piotrkowie Trybunalskim i Łowiczu. Wystawiał się też na wystawach ogólnopolskich, m.in. w warszawskiej Zachęcie („Kultura artystyczna wsi mazowieckiej” w 1962), w Pułtusku (1960, 1964), w Toruniu (1976, 1978) i w 1978 w Płocku. Jego prace przechowywane są w muzeach (Muzeum Regionalne w Pułtusku, Muzeum Kultury Kurpiowskiej w Ostrołęce, Państwowe Muzeum Etnograficzne w Warszawie, Muzeum Etnograficzne w Krakowie, Muzeum Etnograficzne w Toruniu, Muzeum Mazowieckie w Płocku, Muzeum Szlachty Mazowieckiej w Ciechanowie). Uczył garncarstwa studentów ASP w Warszawie. Miał grupę własnych adeptów sztuki garncarskiej.
W 1981 został laureatem Nagrody im. Oskara Kolberga. W 1974 otrzymał Złoty Krzyż Zasługi. Został też wpisany do „Złotej Księgi Zasłużonych dla woj. warszawskiego”. Poza tym otrzymał I nagrodę na I Ogólnopolskiej Wystawie Ceramiki we Wrocławiu w 1954, I nagrodę w Konkursie Garncarstwa Ludowego woj. warszawskiego w Płocku w 1975, nagrodę Cepelii za całokształt twórczości artystycznej nagrody oraz trzykrotnie nagrodę z Ministerstwa Kultury i Sztuki.